# Ангел Ценов
Ангел Петров Ценов (3 февруари 1947 – 25 януари 2006), наричан по прякор Гелето, е български футболист, защитник. Играл за Ботев (Враца) от 1967 до 1978 г.

## Кариера
Ценов влиза в представителния състав на Ботев (Враца) през 1967 г. Записва общо 267 мача и 3 гола в А група. С отбора печели бронзовите медали в първенството през сезон 1970/71. През септември 1971 г. играе и в двата мача срещу Динамо (Загреб) в Купата на УЕФА.
В началото на 1977 г. записва два мача за националния отбор, вземайки участие в контроли срещу Алжир и Бразилия. Бивш директор на детско-юношеската школа на Ботев (Враца) и треньор на юношеския отбор на футболен клуб „Ботев 21“.